# MC Kresha
MC Kresha, pseudonimo di Kreshnik Fazliu (Titova Mitrovica, 5 settembre 1984), è un rapper kosovaro di etnia albanese.

## Biografia
Nato nell'allora Titova Mitrovica, odierna Kosovska Mitrovica, MC Kresha ha conseguito il suo miglior ingresso nella Schweizer Hitparade con l'album in studio Rapsodët n'rap t'sotit (2016), arrivato 4º. Ha conseguito tre ulteriori ingressi nella classifica svizzera, piazzando i dischi Emceeclopedy (2014), Muzikë e alltisë (2022) e 1618 (2024), rispettivamente al 46º, 35º e 7º posto.

## Discografia

### Album in studio
- 2010 – Patikat e mia
- 2011 – Për inati t'njoni tjetrit (con Lyrical Son)
- 2012 – Air Force 1
- 2014 – Emceeclopedy
- 2016 – Rapsodët n'rap t'sotit (con Lyrical Son)
- 2022 – Muzikë e alltisë (con Lyrical Son)
- 2024 – 1618 (con Lyrical Son)

### Singoli
- 2013 – Çele çadren (con Lumi B e Lyrical Son feat. DJ Flow)
- 2014 – Mos em le (con Era Istrefi e Nora Istrefi)
- 2018 – Per familje (con Elinel)
- 2019 – Pasite (con Tayna e Lyrical Son)
- 2019 – Poem
- 2019 – Rick Ross (con Lluni e Lyrical Son)
- 2019 – Enigme (con Art Abazi)
- 2019 – Thug Life (con Blleki e Luar)
- 2020 – Ajo po don (con Lyrical Son)
- 2021 – Criminal Immigrant (con Lyrical Son)
- 2021 – Dilem jasht (con Lyrical Son)
- 2021 – Private (con Semi e Lyrical Son)
- 2021 – Maje (con Lumi B e Lyrical Son)
- 2022 – Nuk o ka ma qet (con Luana Vjollca)
- 2023 – Jena pa (con Offchestra)
- 2023 – Jem njo (con Ghetto Geasy e Inva Mula)
- 2023 – Lotto (con Semi)
- 2023 – Fluturu (con Kida e Lyrical Son)
- 2023 – Legendary (con Capital T)
- 2023 – Edhe tri (con Gjiko)
- 2023 – Shake It (Kanga e Drake) (con Lyrical Son)
- 2024 – Nostalgjia (con Rzon ed Ermal Fejzullahu)
- 2024 – Shiesty (con Elinel)
- 2024 – Tortura (con Dhurata Dora e Lyrical Son)